# Адмиралтейски острови
Адмиралтейските острови (на английски: Admiralty Islands) са група от 18 острова в архипелага Бисмарк, северно от Нова Гвинея, в Тихия океан. Понякога се наричат и острови Манус, по името на най-големия остров в групата.
Тези покрити от джунгли острови образуват част от провинция Манус, най-малката и най-слабо населената провинция на Папуа Нова Гвинея, попадаща в нейния регион Айлъндс. Общата им площ е 2170 km2. Повечето от Адмиралтейските острови са атоли и са необитаеми.

## Острови
Големите острови в центъра на групата са Манус и Лос Негрос. Други по-големи острови са Тонг, Пак, Рамбутио, Лоу и Балуан на изток, Мбуке на юг и Бипи на запад от Манус. Други по-известни острови са Ндрова, Питилу и Понам.

## География
Температурата на Адмиралтейските острови се характеризира с малка годишна амплитуда. През деня тя обикновено е в рамките на 30 – 32 °C, а през нощта е между 20 – 24 °C. Средното количество годишни валежи е 3382 mm и като цяло зависи от сезона, като юни и август са най-влажните месеци.
Максималната височина на остров Манус е 718 m. Той е с вулканичен произход и вероятно се е издигнал над морското равнище към края на миоцен, преди около 8 – 10 милиона години. Материалът на острова е или директно вулканичен, или образуван от издигнат коралов варовик.
Основният град е Лоренгау на остров Манус, който се обслужва от летище на близкия остров Лос Негрос. Туризмът е слабо развит, въпреки че водите около островите са привлекателни за гмуркачи, сред които се откроява Жан-Мишел Кусто, който прекарва известно време на остров Увулу през 1970-те години.

## Екология
Поради изолираното местоположение на Адмиралтейските острови, те са дом на редки и ендемични видове птици, прилепи и други животни и се считат за отделен екорегион. По-голямата част от горите на остров Манус са непокътнати, но горите на някои от по-малките острови са изсечени за разчистване на място за кокосови плантации. Типичните дървесни видове са различни видове от родовете Calophyllum и Sararanga.
Зоната за управление на дивата природа Ндролоуа, покриваща площ от 58,5 km2, е създадена през март 1985 г. на юг от Лоренгау. Тя съдържа както сухоземни, така и морски региони. Допълнителна защитена област от 250 km2 е установена около най-високия връх на Манус, връх Дремсел, но нивото на защита все още е неопределено.
Три от ендемичните видове птици на острова са обозначени като уязвими в Червената книга: Rhipidura semirubra, Pitta superba и Tyto manusi. Още три птици са ендемични, но са незастрашени: Philemon albitorques, Symposiachrus infelix и Ninox meeki. Други широко разпространени птици на островите са: Megapodius eremita, Ptilinopus solomonensis, Ducula subflavescens, Reinwardtoena browni, Micropsitta meeki, Zosterops hypoxanthus и Myzomela pammelaena.
Сред бозайниците се открояват: плодоядни прилепи, Pteropus admiralitatum, Emballonura serii, докато двата чисти ендемита са адмиралски кускус и Melomys matambuai. На островите живеят и два ендемични вида от рода Platymantis (Platymantis admiraltiensis и Platymantis latro), както и четири гущера. Зеленият дървесен охлюв от остров Манус е първият земен охлюв, който е вписан в Червената книга като уязвим.

## История
Заедно с Нова Гвинея, архипелага Бисмарк и Соломоновите острови, Адмиралтейските острови първоначално са обитавани преди около 40 000 години, в хода на първоначалната вълна на миграция от Югоизточна Азия, която заселва и Австралия. Това ранно общество е отглеждало таро и целенасочено е донесло животни от Нова Гвинея. На островите се е добивал и се е търгувал обсидиан.
Културата лапита възниква преди около 3500 години, като в разцвета си обхваща територия от Адмиралтейските острови до Тонга и Самоа. Произходът ѝ е спорен въпрос, но е възможно да е била продукт от последваща вълна на миграция от Югоизточна Азия. Тази култура става известна със своето грънчарство, наколни жилища, въвеждане на домашни животни (свине, кучета, кокошки) и значително развитие на земеделието и корабостроенето, позволило търговията на големи разстояния. Лапита рухва преди около 2000 години.
Първото посещение на европейци на островите е осъществено от испанския мореплавател Алваро де Сааведра, който се опитва да се върне от индонезийския град Тидоре в Нова Испания през лятото на 1528 г. През 1616 г. холандецът Вилем Схаутен също посещава островите. Името Адмиралтейски острови е приумица на британския капитан Филип Картерет от 1767 г.
От 1884 г. до 1914 г. районът се администрира като германска колония в състава на Германска Нова Гвинея. През ноември 1914 г. островите са окупирани от австралийски войски. Няколко изстрела, изстреляни от картечница на австралийски кораб над главите на малкия германски гарнизон в Лоренгау, се оказват последните изстрели в битката. След края на Първата световна война островите попадат под управлението на Австралия като мандатна територия.
Части на Японската империя пристигат на остров Манус на 7 април 1942 г. През 1944 г. японските войски на островите са нападнати от съюзнически войски. Впоследствие е построена голяма американска военновъздушна база при Ломбрум, близо до Лоренгау.
След като Папуа Нова Гвинея обявява независимост през 1975 г., суверенитетът на Адмиралтейските острови е прехвърлен от Австралия на новообявената държава.